# دخترک سرباز در مانورهای بزرگ نظامی
دخترک سرباز در مانورهای بزرگ نظامی (ایتالیایی: La soldatessa alle grandi manovre) یک فیلم کمدی سکسی سبک ایتالیایی به کارگردانی ناندو چیچرو است که در سال ۱۹۷۸ منتشر شد.

## بازیگران و صداپیشگان

### بازیگران
- ادویژ فنش
- رنتسو مونتانیانی
- میکله گامینو
- آلوارو ویتالی
- نینو ترتسو
- لینو بانفی
- جانفرانکو دانجلو
- آنتونینو فا دی برونو
- لوچو مونتانارو

### صداپیشگان
- ویتوریا فبی
- چزاره باربتی